# Post-SG Gotenhafen
Die Post-SG Gotenhafen war während des Zweiten Weltkriegs ein deutscher Sportverein aus der Stadt Gotenhafen (poln. Gdynia) im besetzten Polen. Die Fußballabteilung spielte zwei Jahre lang in der erstklassigen Gauliga Danzig-Westpreußen.

## Geschichte
Im Zuge des Überfalls auf Polen am Anfang des Zweiten Weltkrieges erfolgte die Besetzung und Annexion der polnischen Stadt Gdynia durch das Deutsche Reich und die Umbenennung in Gotenhafen. Die Post-SG Gotenhafen wurde 1940 gegründet.
Die Fußballabteilung spielte fortan im neu eingerichteten Sportgau Danzig-Westpreußen. In der Spielzeit 1940/41 noch in der drittklassigen 2. Klasse Danzig Staffel Gotenhafen eingereiht, erfolgte zur Spielzeit 1941/42 der Aufstieg in die zweitklassige 1. Klasse Danzig. Zur Saison 1942/43 wurde der Verein in die 1. Klasse Kreisgruppe Zoppot/Gotenhafen eingeordnet und gewann diese Liga. In der anschließenden Aufstiegsrunde zur Gauliga Danzig-Westpreußen 1943/44 setzte sich der Verein hinter dem Danziger SC durch und qualifizierte sich somit für die erstklassige Gauliga im kommenden Jahr. Die Gauliga-Spielzeit 1943/44 wurde erfolgreich bestritten, die Post-SG Gotenhafen wurde Zweitplatzierter und verpasste nur durch drei Punkte Rückstand auf den LSV Danzig die Gaumeisterschaft. Die Gauliga Danzig-Westpreußen 1944/45 wurde nach wenigen Spieltagen abgebrochen, der Spielbetrieb fand danach noch in regionalen Klassen statt. Die Post-SG spielte bis zum Abbruch im Januar 1945 in der Staffel II Gotenhafen.
Nach dem Zweiten Weltkrieg endete die Besatzungszeit von Gotenhafen. Die Post-SG Gotenhafen wurde – wie alle übrigen deutschen Vereine und Einrichtungen – zwangsaufgelöst.

## Erfolge
- Spielzeiten in der Gauliga Danzig-Westpreußen: 1943/44, 1944/45